# إقليم كاتافي
إقليم كاتافي (بالسواحلية: Mkoa wa Katavi)‏ هو واحد من 31 إقليم إداري في تنزانيا. تبلغ مساحة الإقليم 45 843 كم2. الإقليم قابل للمقارنة من حيث المساحة بمساحة الأرض المشتركة لدولة إستونيا. يحد إقليم كاجيرا من الشرق إقليم تابورا. يحد الإقليم من الجنوب إقليم روكوا وإقليم سونغوي. أخيرًا، يحد كاتافي جمهورية الكونغو الديمقراطية على بحيرة تنجانيقا إلى الغرب. يستمد الإقليم اسمه من كاتافي، روح بحيرة تنجانيقا. العاصمة الإقليمية هي مباندا. وفقًا للإحصاء الوطني لعام 2012، بلغ عدد سكان الإقليم 564 604 نسمة.

## جغرافية
يقع إقليم كاتافي بين خطي الطول 30 درجة و33 درجة شرق غرينتش وخطي العرض 5 درجات و15 درجة إلى 7 درجات 03 درجة جنوب خط الاستواء. يحدها من الشمال ولاية أورامبو ‏ (تابورا) ومن الشرق ولاية سيكونج ‏ (تابورا) ومن الشرق ولاية شونيا ‏ (مبيا) ومن الجنوب ولاية سومباوانغا ‏ (روكوا) ومن الجنوب - شرق جمهورية الكونغو الديمقراطية (تفصلها بحيرة تنجانيقا)، ومن الشمال الغربي ولاية كيغوما (كيغوما).
بوقوعه على ارتفاع 1000 إلى 2500 متر فوق مستوى سطح البحر، يمتع إقليم كاتافي بدرجات حرارة سنوية نموذجية تتراوح بين 26 و30 درجة مئوية. يتراوح معدل هطول الأمطار السنوي من 920 إلى 1200 ملم. يتشكل الإقليم من سهول لطيفة وهضاب وقمم جبلية صغيرة وتلال معتدلة ومرتفعات مويسي. تعتبر السهول الناعمة في منخفض كاريما وسهول كاتومبا وبحيرة تنجانيقا، التي تحتوي على تلال شديدة الانحدار وهضاب وسهول معتدلة، من السمات الأخرى التي تحدد الإقليم. تغطي غابات المومبو في الإقليم أكثر المساحات الخضراء.

### مناخ
تعد المواسم الممطرة الطويلة والقصيرة في مناخ كاتافي نموذجية للمرتفعات الجنوبية الغربية ككل. يتراوح النطاق السنوي لهطول الأمطار من 700 إلى 1300 ملم، مع تغيرات إقليمية وموسمية وسنوية كبيرة. يستمر موسم الأمطار عادةً من نوفمبر إلى أبريل. تعد منطقة المرتفعات ومنطقة الأراضي الوسطى والمنطقة الأراضي المنخفضة هي ثلاث مناطق بيئية زراعية متميزة في الإقليم. يمكن أن تتراوح درجات الحرارة من 13 درجة مئوية إلى 16 درجة مئوية في يونيو ويوليو وتزداد من سبتمبر إلى نوفمبر وذلك اعتمادًا على الارتفاع.

## اقتصاد
تشكل الزراعة غالبية النشاط الاقتصادي للإقليم بنسبة 96%، بينما 0.7 % من القوى العاملة تعمل في رعاية الماشية.يعد صغار المزارعين أصحاب الأراضي المشتتة لمحاصيل مختلفة في إقليم كاتافي المنتجين الزراعيين الرئيسيين. تعتبر الذرة والأرز وعباد الشمس والسمسم والفول السوداني والبفرة والدخن والبطاطا الحلوة والذرة الرفيعة من أهم منتجات المحاصيل المنتجة. لم يشهد عام 2018 أي محالج في الإقليم لأن المزارعين بدأوا مؤخرًا فقط في زراعة القطن.

### زراعة
يزرع سكان الإقليم أيضًا المحاصيل، لكنهم أيضًا يحتفظون بقطعان كبيرة من الماشية المحلية، مدعومة بمنطقة رعي كبيرة تجتذب أيضًا الرعاة من المناطق المجاورة. يعمل أقل من 0.5 في المائة من القوى العاملة في صناعة صيد الأسماك. تعد الغابات والتعدين والسياحة من الصناعات المهمة الأخرى في الإقليم. يُنتج العسل في إقليم كاتافي ويُقل إلى أقاليم أخرى من البلاد، وخاصة دار السلام، للمعالجة والتعبئة الحديثة.

### الصناعات
تقع عديد المنشآت الصناعية في إقليم كاتافي، بما في ذلك صناعة تعدين الذهب والمعالجة الأولية وهي صناعة واحدة واسعة النطاق توظف 153 شخصًا. تعمل ثلاث صناعات متوسطة الحجم في تصنيع الألبان، ويعمل بها 65 شخصًا ؛ طحن الحبوب، توظف 51 شخصا ؛ وتصنيع الكتل الإسمنتية، ويعمل بها 51 شخصًا. بالإضافة إلى ذلك، هناك ما يقرب من 14 شركة توظف 1070 شخصًا بشكل إجمالي. غالبية الأعمال (57%) تعمل في طحن الحبوب. ثاني أكبر قطاع هو صناعة الأثاث (16%) والملابس (12%) والمعادن (11%). يذهب 2% إلى معالجة زيوت الطعام، بينما يذهب 1% لإنتاج الأحذية وكتل البناء. يرتبط الإقليم بالسكك الحديدية من مباندا إلى كاليوا في إقليم تابورا، وهو خط سكة حديد بطول 210 كيلومترات يقدم خدمات نقل الركاب والبضائع أسبوعيًا ثلاث مرات إلى القسم الشمالي من الإقليم. يخدم مطار مباندا إقليم كاتافي للسفر المحلي، ولكن لديه اتصالات جيدة بالسفر الدولي من سونجوي وكيجوما ومطار تابورا عبر مطار دار السلام جوليوس نيريري الدولي (JNIA) أو مطار كليمنجارو الدولي (KIA). المعادن الرئيسية في إقليم كاتافي هي الفحم والميكا وحجر القمر وخام الحديد والنيكل والكوبالت والرصاص والذهب والنحاس وخام الذهب. يُستخرج حجر القمر في كريما وكابالامسينغا في ولاية تنجانيقا.

### محميات الحياة البرية والطبيعة
تشمل محميات الحياة البرية في إقليم كاتافي محمية روكوا ومتنزه كاتافي الوطني ‏. بالإضافة إلى ذلك، هناك مناطق مخصصة كمحميات غابات، مثل تلك الموجودة في إينيونجا، وشمال شرق مباندا، ومساجينيا، وتلال موليلي، ورونجوا، وكابونجو، ونهر أوغالا، ونهر رونجوا (جميعها مملوكة للحكومة المركزية)، ونكامبا وتونجوي ويست (تحت ملكية السلطة المحلية). بمساحة 4.7 مليون فدان، يزعم مجلس ولاية مليلي أن لديه أكبر مساحة غابات طبيعية. تبلغ المساحة الإجمالية المقدرة التي تغطيها الغابات، بما في ذلك الغابات المحفوظة، 3،140،639.00 هكتار، أو 68.51% من إجمالي مساحة الأرض، مما يجعل الإقليم أكثر المناطق الطبيعية في البلاد.

## التقسيمات الإدارية
في مارس 2012، بعد وقت قصير من إنشاء إقليم كاتافي، تم تعيين الدكتور رجب متوموا روتنغوي مفوضًا إقليميًا لكاتافي. كان سابقًا مفوض ولاية مباندا.

### الولايات
تنقسم إقليم كاتافي إلى ست ولايات، يدير كل منها مجلس: الولاية الإضافية هي ولاية تنجانيقا التي سيتم نشر أرقام التعداد السكاني لها في عام 2023.
| مباندا           | 117109  |
| Mlele District   | 46،019  |
| Mpanda District  | 203،872 |
| Mpimbwe District | 117934  |
| Nsimbo District  | 157633  |
| المجموع          | 642.567 |

## وصلات خارجية
- Official website